# Armintie Herrington
Armintie Ada Herrington (* 3. April 1985 in Myrtle, Mississippi als Armintie Ada Price) ist eine professionelle US-amerikanische Basketball-Spielerin. Zuletzt spielte sie in der Saison 2015 für die Washington Mystics in der Women’s National Basketball Association.

## Karriere

### College
Als Armintie Price spielte sie bis 2007 für die Ole Miss Lady Rebels, dem Damen-Basketballteam der University of Mississippi. Sie spielte sehr starke Saisons für die Lady Rebels und bekam auch während ihrer Zeit am College mehrere Auszeichnungen. 2007 wurde sie zum SEC Defensive Player of the Year, sowie ins All-SEC First Team gewählt. Der große sportliche Erfolg mit den Lady Rebels blieb jedoch aus.

### Women’s National Basketball Association
Unter ihrem Geburtsnamen Price wurde im WNBA Draft 2007 von den Chicago Sky, die vor der Saison 2006 der Liga beigetreten waren, an der dritten Stelle ausgewählt. In der Saison 2007 stand sie in allen 34 Saison-Spielen in der Startformation der Sky und erzielte durchschnittlich 7,9 Punkte und 2,9 Assists pro Spiel. Beeindruckend war ihr Reboundsschnitt mit 6,0 Rebounds pro Spiel, denn sie gehörte mit einer Körpergröße von 175 cm eher zu den kleineren Spielerinnen der WNBA. Am Ende ihrer ersten Saison in der WNBA wurde sie zum WNBA Rookie of the Year gewählt. In den weiteren beiden Saisons in Chicago nahmen Spielzeiten und die Einsätze in der Startformation ab. Während der Saison 2009 wechselte sie im Rahmen eines Trades zum Team der Atlanta Dream dort wurde sie zu Beginn auch nur als Ergänzungsspielerin eingesetzt. Ab der Saison 2011 erhöhten sich aber ihrer Einsatzminuten und sie kam wieder zu regelmäßigen Einsätzen in der Startformation des Teams. Ab der Saison 2013 spielte sie dann unter ihrem neuen Nachnamen Herrington. Während ihrer Zeit in Atlanta erreichte das Team dreimal die WNBA-Finals, die aber jeweils mit 0:3 verloren wurden. Die Spielzeit 2014 betritt sie für die Los Angeles Sparks. Dort bestritt sie alle Saisonspiele und stand bei der Hälfte davon in der Startformation. Die Saison 2015 betritt sie für die Washington Mystics. Hier reduziert sich die Rolle von Herrington wieder auf die einer Ergänzungsspielerin.
Nach der Saison 2015 war sie für kein WNBA-Team aktiv. Bis zu diesem Zeitpunkt bestritt sie in 9 WNBA-Saisons in der regulären Saison 290 Spiele, dabei stand sie 145 Mal in der Startformation, und erzielte 2647 Punkte, 779 Rebounds und 1090 Assists. In 25 Playoffpartien erzielte sie 270 Punkte, 60 Rebounds und 98 Assists.

### Auszeichnungen

#### College
- SEC Defensive Player of the Year (2007)
- ESPN.com All-America Team
- All-SEC First Team (2007)
- Associated Press Third-Team All-America (2007)

#### WNBA
- WNBA Rookie of the Year Award

## Privates
Im Oktober 2009 heiratete sie und hat vor der Saison 2013 offiziell den Nachnamen Herrington ihres Ehemanns angenommen.